# Allensville (Kentucky)
Allensville è una comunità non incorporata degli Stati Uniti d'America, situata nello stato del Kentucky, nella contea di Todd. 
Si tratta di una ex city, dissolta nel 2017.